# Aconitum nasutum
Aconitum nasutum là một loài thực vật có hoa trong họ Mao lương. Loài này được Fisch. ex Rchb. mô tả khoa học đầu tiên năm 1823.